# 민종묵
민종묵(閔種默, 1835년 양력 2월 14일 ~ 1916년 양력 7월 20일)은 조선 말기의 관료이며 일제강점기에 조선귀족 작위를 받았다. 호는 한산(翰山)이다.

## 생애
본관은 여흥이다. 명성황후와 같은 가문으로, 본래 대제학을 지낸 민승세의 아들이나 민명세에게 입적되었다.
1874년 과거에 급제한 뒤 벼슬길에 올라 성균관 대사성, 한성부우윤, 병조참판, 이조참판, 대사헌 등으로 중용되었다. 갑신정변 이후로는 형조와 병조 등에서 판서 벼슬에 올랐다.
1889년 독판교섭통상사무로서 각국과의 통상사무 처리를 맡았고, 1896년에 아관파천을 주도하였다. 1898년 외부대신이 되었고, 독립협회의 탄압을 받고 만민공동회 해체를 시도하였으나 실패하였다. 1900년 탁지부대신, 농상공부대신, 예식원장 등에 임명되어 요직을 거쳤다.
1905년에는 대한제국 중추원 의장에 올랐다. 같은 해 을사조약이 체결되자 이 조약 체결에 찬성한 대신들을 처벌할 것을 상주하기도 했다. 이때 민종묵은 을사조약 체결이 "귀신도 사람도 다 분해하는 것이고 나라의 법이 용서할 수 없는" 일이라고 주장하였다.
1910년 한일 병합 조약 체결 후 일본 제국 정부로부터 남작 작위를 받았고, 2만5천 원의 은사 공채도 수령하였다. 1912년에는 일본 정부로부터 한국병합기념장을 수여받고 종4위에 서위되었다.
1911년 《매일신보》에 한일 병합 1주년을 맞아 축하하는 글을 실은 일이 있다.

## 사후
2002년 발표된 친일파 708인 명단과 2008년 민족문제연구소에서 친일인명사전에 수록하기 위해 정리한 친일인명사전 수록예정자 명단에 자신의 작위를 물려받은 아들 민철훈과 함께 선정되었다. 2006년 친일반민족행위진상규명위원회가 발표한 일제 강점기 초기의 친일반민족행위 106인 명단에도 포함되었다.

## 참고 자료
- 친일반민족행위진상규명위원회 (2006년 12월). 〈민종묵〉 (PDF). 《2006년도 조사보고서 II - 친일반민족행위결정이유서》. 서울. 249~256쪽쪽. 발간등록번호 11-1560010-0000002-10. 2007년 10월 8일에 원본 문서 (PDF)에서 보존된 문서. 2007년 6월 21일에 확인함.

## 가족 관계
- 증조부 : 민은(閔垠)
  - 조부 : 민사응(閔師膺)
    - 아버지 : 민승세(閔承世)
- 양증조부 : 민정(閔?)
  - 양조부 : 민사전(閔師傳)
    - 양부 : 민명세(閔命世)

- 부인 : 정경부인 창원 황씨
  - 아들 : 민철훈(閔哲勳)
    - 양손 : 민재의(閔載禕) - 생부는 민창훈(閔昌勳)
      - 증손 : 민규현(閔奎鉉)
        - 고손 : 민태곤(閔泰崑)

    - 손녀 : 광주 이씨 이규재(李奎載)에게 시집감
    - 손녀 : 경주 이씨 이규장(李圭章)에게 시집감
    - 손녀 : 청송 심씨 심재설(沈載卨)에게 시집감
    - 손자 : 민재제(閔載禔)
    - 손자 : 민재지(閔載祉)

  - 딸 : 전주 이씨 이준영(李駿永)에게 시집감
  - 아들 : 민부훈(閔孚勳)
    - 손자 : 민재학(閔載翰)
    - 손자 : 민재익(閔載翼)